# Martin Wallström
Carl Martin Gunnar Wallström Milkéwitz (født 7. juli 1983 i Uddevalla) er en svensk skuespiller.
Wallström blev uddannet på Högskolan för scen och musik vid Göteborgs universitet fra 2004 til 2008. For det amerikanske publikum er han særligt kendt for sin medvirken i tv-serien Mr. Robot.

## Udvalgt filmografi
- Hele herligheden (1998)
- Før stormen (2000)
- Olivia Twist (tv-serie, 2002)
- Hannah med H (2003)
- Kommissarie Winter (tv-serie, 2004)
- Wallander (tv-serie, 2005-2010)
- Arn: Tempelridderen (2007, ukrediteret)
- Arn - Riget ved vejens ende (2008)
- Johan Falk 1: GSI - Gruppen for særlige indsatsområder (2009)
- Kommissæren og havet (tv-serie, 2009)
- Stenhuggeren (tv-film, 2009)
- Sebbe (2010)
- Pax (2011)
- Maria Wern (tv-serie, 2011)
- Ego (2013)
- Snabba cash - Livet deluxe (2013)
- Mord i Skærgården (tv-serie, 2013)
- Remake (2014)
- Arvingerne (tv-serie, 2014)
- 100 Code (tv-serie, 2015, ukrediteret)
- Mr. Robot (tv-serie, 2015-2019)
- Ashes in the Snow (2018)
- Beck (tv-serie, 2020-2024)
- Hilma (2022)